# Saint-Sulpice-les-Bois
Saint-Sulpice-les-Bois is een gemeente in het Franse departement Corrèze (regio Nouvelle-Aquitaine) en telt 71 inwoners (2009). De plaats maakt deel uit van het arrondissement Ussel.

## Geografie
De oppervlakte van Saint-Sulpice-les-Bois bedraagt 23,7 km², de bevolkingsdichtheid is dus 3 inwoners per km².
De onderstaande kaart toont de ligging van Saint-Sulpice-les-Bois met de belangrijkste infrastructuur en aangrenzende gemeenten.

## Demografie
Onderstaande figuur toont het verloop van het inwonertal (bron: INSEE-tellingen).